# Alaksandr Wysocki
Alaksandr Mikałajewicz Wysocki (biał. Аляксандр Мікалаевіч Высоцкі, ros. Александр Николаевич Высоцкий, Aleksandr Nikołajewicz Wysocki; ur. 27 czerwca 1953 w Mińsku) – białoruski ekonomista i polityk, w latach 2008–2012 deputowany do Izby Reprezentantów Zgromadzenia Narodowego Republiki Białorusi IV kadencji.

## Życiorys
Urodził się 27 czerwca 1953 roku w Mińsku, w Białoruskiej SRR, ZSRR. Ukończył Mińską Wyższą Szkołę Partyjną i Białoruski Państwowy Instytut Gospodarki Narodowej im. W. Kujbyszewa, uzyskując wykształcenie ekonomisty. Pracował jako kinomechanik w kinach „Wympieł” i „Pionier” w Mińsku, a następnie w Mińskiej Fabryce Samochodów jako ślusarz, inżynier, technolog, mistrz, sekretarz komitetu partyjnego produkcji przyczep samochodowych, zastępca dyrektora produkcji przyczep samochodowych, zastępca naczelnika zarządu kadr, naczelnik wydziału kadr pracowniczych, przewodniczący podstawowej organizacji związków zawodowych RUP „MAZ” Białoruskiego Zawodowego Związku Robotników Przemysłu.
27 października 2008 roku został deputowanym do Izby Reprezentantów Białorusi IV kadencji z Autazawodskiego Okręgu Wyborczego Nr 92. Pełnił w niej funkcję zastępcy przewodniczącego Stałej Komisji ds. Pracy, Ochrony Socjalnej, Weteranów i Inwalidów. Od 13 listopada 2008 roku był członkiem Narodowej Grupy Republiki Białorusi w Unii Międzyparlamentarnej. Jego kadencja w Izbie Reprezentantów zakończyła się 18 października 2012 roku.

## Życie prywatne
Alaksandr Wysocki jest żonaty, ma syna.